# Comuna Bohdanî, Vîșhorod
Bohdanî (în ucraineană Богдани) este o comună în raionul Vîșhorod, regiunea Kiev, Ucraina, formată din satele Bohdanî (reședința), Ovdieva Nîva, Pîleava, Rîhta și Rîtni.

## Demografie
Componența lingvistică a comunei Bohdanî
     Ucraineană (98,46%)
     Rusă (1,54%)
Conform recensământului din 2001, majoritatea populației comunei Bohdanî era vorbitoare de ucraineană (98,46%), existând în minoritate și vorbitori de rusă (1,54%).